# 문재인공식팬카페
문재인공식팬카페는 문재인의 지지자들임을 표방하는 대한민국의 친문 관련 시민단체이다. 공식 명칭은 문재인공식팬카페[문팬]이다. 2015년 11월 13일에 개설되었다. 카페의 현재 상태는 운영 중이다.

## 주요 활동
2016년 상반기에 노란우체통, 젠틀재인, 문사모, 문풍지대 등 네 곳의 문재인 지지 카페가 통합을 마치면서 출범하였다. 2016년 9월 3일에는 문팬 창립총회를 열었는데 문재인이 참석하기도 하였다. 온·오프라인에서 문재인과 관련된 활동을 하고 있고, 문재인 후보가 당선된 대한민국 제19대 대선에서는 문재인을 지지하는 활동을 자발적으로 전개하였다.

## 같이 보기
- 문사모